# IC 2804
IC 2804 је спирална галаксија у сазвјежђу Лав која се налази на листи објеката дубоког неба у Индекс каталогу.
Деклинација објекта је + 13° 13' 22" а ректасцензија 11h 24m 55,7s. Привидна величина (магнитуда) објекта IC 2804 износи 14,4 а фотографска магнитуда 15,1. IC 2804 је још познат и под ознакама MCG 2-29-26, CGCG 67-72, IRAS 11223+1329, PGC 35083.